# 47e cérémonie des Kansas City Film Critics Circle Awards
La 47e cérémonie des Kansas City Film Critics Circle Awards, décernés par la Kansas City Film Critics Circle, a eu lieu le 8 janvier 2012, et a récompensé les films réalisés l'année précédente.

## Palmarès
- Meilleur film :
  - The Descendants
- Meilleur réalisateur : (Robert Altman Award)
  - Terrence Malick pour The Tree of Life
- Meilleur acteur :
  - George Clooney pour le rôle de Matt King dans The Descendants
- Meilleure actrice :
  - Kirsten Dunst pour le rôle de Justine dans Melancholia
- Meilleur acteur dans un second rôle :
  - Christopher Plummer pour le rôle de Hal dans Beginners
- Meilleure actrice dans un second rôle :
  - Jessica Chastain pour le rôle de Mme O'Brien dans The Tree of Life
- Meilleur scénario original :
  - Beginners – Mike Mills
- Meilleur scénario adapté :
  - Le Stratège (Moneyball) – Steven Zaillian et Aaron Sorkin
- Meilleur film en langue étrangère :
  - Une séparation (جدایی نادر از سیمین) •  Iran
- Meilleur film d'animation :
  - Rango
- Meilleur film documentaire :
  - La Grotte des rêves perdus (Cave of Forgotten Dreams)
- Meilleur film de science-fiction, d'horreur ou fantastique : (Vince Koehler Award)
  - Hugo Cabret (Hugo)